# Гвардијагреле
Гвардијагреле (итал. Guardiagrele) је насеље у Италији у округу Кјети, региону Абруцо.
Према процени из 2011. у насељу је живело 4789 становника. Насеље се налази на надморској висини од 532 м.

## Географија
| Клима (Гвардијагреле)    | Клима (Гвардијагреле) | Клима (Гвардијагреле) | Клима (Гвардијагреле) | Клима (Гвардијагреле) | Клима (Гвардијагреле) | Клима (Гвардијагреле) | Клима (Гвардијагреле) | Клима (Гвардијагреле) | Клима (Гвардијагреле) | Клима (Гвардијагреле) | Клима (Гвардијагреле) | Клима (Гвардијагреле) | Клима (Гвардијагреле) |
| Показатељ \ Месец        | .Јан.                 | .Феб.                 | .Мар.                 | .Апр.                 | .Мај.                 | .Јун.                 | .Јул.                 | .Авг.                 | .Сеп.                 | .Окт.                 | .Нов.                 | .Дец.                 | .Год.                 |
| ------------------------ | --------------------- | --------------------- | --------------------- | --------------------- | --------------------- | --------------------- | --------------------- | --------------------- | --------------------- | --------------------- | --------------------- | --------------------- | --------------------- |
| Средњи максимум, °C (°F) | 3,6 (38,5)            | 2,6 (36,7)            | 11,8 (53,2)           | 15,8 (60,4)           | 20,4 (68,7)           | 25,5 (77,9)           | 25,1 (77,2)           | 28,3 (82,9)           | 24,0 (75,2)           | 18,1 (64,6)           | 12,4 (54,3)           | 9,4 (48,9)            | 28,3 (82,9)           |
| Средњи минимум, °C (°F)  | 0,3 (32,5)            | −5,3 (22,5)           | 4,9 (40,8)            | 8,5 (47,3)            | 12,4 (54,3)           | 16,6 (61,9)           | 18,8 (65,8)           | 19,1 (66,4)           | 15,9 (60,6)           | 11,7 (53,1)           | 7,5 (45,5)            | 2,1 (35,8)            | −5,3 (22,5)           |
| [ тражи се извор ]       |                       |                       |                       |                       |                       |                       |                       |                       |                       |                       |                       |                       |                       |

## Становништво
| 1931.  | 1936.  | 1951.  | 1961.  | 1971. | 1981.  | 1991.  | 2001. | 2011. |
| ------ | ------ | ------ | ------ | ----- | ------ | ------ | ----- | ----- |
| 12.162 | 12.243 | 12.072 | 10.367 | 9.821 | 10.227 | 10.120 | 9.527 | 9.367 |